# مدرسة الشويفات الدولية
مدرسة الشويفات الدولية (بالإنجليزية: International School of Choueifat)‏ هي عبارة عن مجموعة من المدارس الدولية التي يديرها النظام المدرسي SABIS في مختلف بلدان الشرق الأوسط. أول مدرسة من مدارس الشويفات الدولية بدأت في الشويفات، لبنان في عام 1886 وفي وقت لاحق امتدت إلى مختلف أنحاء منطقة الخليج. مدرسة الشويفات افتتحت أول مرة في الخليج في الشارقة، دولة الإمارات في عام 1975 وافتتحت في وقت لاحق فروع عدة في مدن أخرى في أنحاء الشرق الأوسط. كما كان لها فرع في باث، إنجلترا التي كانت تستخدم عادة كمدرسة صيفية.

## تاريخ المدرسة
مدرسة الشويفات الدولية قي لبنان هي المدرسة الأم لمجموعة SABIS من المدارس. أنشئت في قرية الشويفات، لبنان في عام 1886 من قبل طانيوس سعد ولويزا بروكتر، وهي امرأة أيرلندية كان تدرس في المنطقة. كانت في الأصل للفتيات فقط. في 1890 زار طانيوس سعد زار إنجلترا لدراسة نظام التعليم البريطاني. قاد المدرسة حتى وفاته في عام 1953.
المدرسة تم توسيعها وتجديدها تحت اشراف شارل سعد، الذي حل محل طانيوس. وفتح أول فرع له في الخارج في الشارقة، دولة الإمارات في عام 1975 وانتشرت بعد ذلك في جميع أنحاء منطقة الخليج. في عام 1983 كان على المدرسة الانتقال بسبب الحرب الأهلية اللبنانية (ولكنها استعادت موقعها الأصلي في عام 1991). وفتحت المدارس في المملكة المتحدة في عام 1983، والولايات المتحدة الأمريكية في عام 1985 ،و في باكستان عام 1992. والعديد من المدارس تم فتحها في منطقة الشرق الأوسط، بما في ذلك مدرستين في لبنان : في الكورة، وأدما وفرعين لها في مصر في القاهرة مدينة السادس من أكتوبر والقاهرة الجديدة. وما زال افتتاح مدرسة الشويفات الدولية قائما، وقد افتتحت مؤخرا في أربيل، المدينة الرئيسية في كردستان، العراق. الأردن عمان وقريبا فلسطين .

## وصلات خارجية
- النظام المدرسى ل SABIS
- مدرسة الشويفات الدولية، القاهرة، مصر
- مدرسة الشويفات الدولية، الدوحة، قطر
- مدرسة الشويفات الدولية، لاهور، باكستان

‌